# Khosr
El río Josr o Khosr (en árabe : نهر الخوصر , Nahr al-Khosr) era un afluente del río Tigris que discurría directamente a través del centro de la antigua ciudad de Nínive, en el norte de Mesopotamia, cruzandola de este a oeste.Durante el reinado de Senaquerib , se construyeron diques, canales y acueductos.